# Chris Foy
Christopher Foy (ur. 25 stycznia 1983) – australijski aktor, znany z serialu Na wysokiej fali.
Christopher Foy urodził się 25 stycznia 1983 roku w Australii. W wieku 8 lat grał na perkusji, a później na gitarze. Uczęszczał do klasy Keane Kids od 1999–2000, a potem do Young Actors' Studio w NIDA, gdzie uczył się dramatu. Jego największą do tej pory rolą jest postać Matta w serialu dla młodzieży 25 stycznia 1983 Na wysokiej fali (Blue Water High). Wystąpił w australijskiej telewizji w programie Our Lips Are Sealed z siostrami Olsen. Aktualnie mieszka w Sydney.

## Filmografia
- Na wysokiej fali (Blue Water High) jako Matt Leyland (27 epizodów, 2005-2006)
- Zatoka serc (Home And Away)